# ピサラディエール
ピサラディエール （Pissaladière、フランス語: [pisaladjɛʁ]、イギリス: [ˌpɪsælædˈjɛər]、アメリカ: [ˌpiːsɑːlɑːdˈjɛər]、オック語: pissaladiera [pisalaˈdjeɾɔ]またはpissaladina [pisalaˈdinɔ]、リグリア語:piscialandrea [piʃalaŋˈdɾeːa]）は、フランスのプロヴァンスなど南フランス一帯、及びイタリア北部のリグーリア州（特にジェノヴァ）で食される、平たいパンにトッピングをし、オーブンなどで焼いた郷土料理。

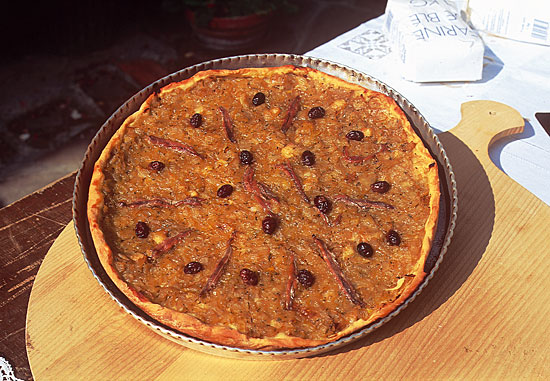
ピサラディエール

## 概要
ピサラディエールはジェノヴァ発祥の料理であり、しばしばピザと比較されるが異なるものである。
生地は普通、伝統的なマルゲリータよりも厚いものであるが、ピザ生地と同様にオリーブオイルを混ぜて作られる。一般的なトッピングとしては、スライスして炒めた、あるいはピュレにしたタマネギ、黒オリーブ、アンチョビ（通常のもののほか、「ピサラ」と呼ばれるペースト状にしたものも使用される）などが挙げられる。
歴史はジェノヴァ共和国の全盛期まで遡る。19世紀にニースがイタリアからフランスに併合されると、ニースを中心としたプロヴァンスの郷土料理として定着し、イタリア発祥の料理ではあるが現在ではフランス料理としても有名である。

## 語源
イタリア語の「Pissalandrea」（ピサランドレア）という名称は、アンチョビのペーストの名前である「pissalat」（ピサラ）が由来である。「Pissalat」は、古いリグリア語とニサール語で「塩漬け魚」を意味する「peis salat」という言葉（ラテン語の「piscis」（魚）に由来する）が語源であるという。   